# K-12 Tour
K-12 Tour é a terceira turnê da artista musical estadunidense Melanie Martinez em suporte para o seu álbum K-12. A turnê foi oficialmente anunciada em 29 de julho de 2019 via Instagram.

## Repertório
1. "Wheels On The Bus"
2. "Class Fight"
3. "The Principal"
4. "Show & Tell"
5. "Nurse’s Office"
6. "Drama Club"
7. "Strawberry Shortcake"
8. "Lunchbox Friends"
9. "Orange Juice"
10. "Detention"
11. "Teacher’s Pet"
12. "High School Sweethearts"
13. "Recess"

### Bis
1. "Copy Cat"
2. "Sippy Cup"
3. "Alphabet Boy"
4. "Mad Hatter"
5. "Fire Drill"

## Datas
Lista de shows que mostram data, cidade, país, local, atos de abertura, ingressos vendidos, quantidade de ingressos disponíveis e receita bruta.
| Data                       | Cidade                     | País                       | Local                      |                            |                            |                            |
| Parte 1 – America do Norte | Parte 1 – America do Norte | Parte 1 – America do Norte | Parte 1 – America do Norte | Parte 1 – America do Norte | Parte 1 – America do Norte | Parte 1 – America do Norte |
| -------------------------- | -------------------------- | -------------------------- | -------------------------- | -------------------------- | -------------------------- | -------------------------- |
| 13 de outubro de 2019      | Washington                 | Estados Unidos             | Union Market               |                            |                            |                            |
| 15 de outubro de 2019      | Atlanta                    | Estados Unidos             | Coca-Cola Roxy             |                            |                            |                            |
| 16 de outubro de 2019      | Orlando                    | Estados Unidos             | Hous Of Blues              |                            |                            |                            |
| 18 de outubro de 2019      | Charlotte                  | Estados Unidos             | The Fillmore               |                            |                            |                            |
| 19 de outubro de 2019      | Richmond                   | Estados Unidos             | The National               |                            |                            |                            |
| 20 de outubro de 2019      | Boston                     | Estados Unidos             | Orpheum Theatre            |                            |                            |                            |
| 22 de outubro de 2019      | Toronto                    | Canadá                     | REBEL                      |                            |                            |                            |
| 23 de outubro de 2019      | Detroit                    | Estados Unidos             | The Fillmore               |                            |                            |                            |
| 25 de outubro de 2019      | Chicago                    | Estados Unidos             | Riviera Theatre            |                            |                            |                            |
| 26 de outubro de 2019      | Columbus                   | Estados Unidos             | EXPRESS LIVE!              |                            |                            |                            |
| 29 outubro de 2019         | Manhattan                  | Estados Unidos             | Hammerstein Ballroom       |                            |                            |                            |
| 30 de outubro de 2019      | Filadélfia                 | Estados Unidos             | The Fillmore               |                            |                            |                            |
| 1 novembro de 2019         | Indianapolis               | Estados Unidos             | Murat Theatre              |                            |                            |                            |
| 2 de novembro de 2019      | Milwaukee                  | Estados Unidos             | Eagles Club                |                            |                            |                            |
| 3 de novembro de 2019      | St. Louis                  | Estados Unidos             | The Pageant                |                            |                            |                            |
| 5 de novembro de 2019      | Houston                    | Estados Unidos             | Revention Music Center     |                            |                            |                            |
| 6 de novembro de 2019      | Irving                     | Estados Unidos             | Toyota Music Factory       |                            |                            |                            |
| 8 de novembro de 2019      | Phoenix                    | Estados Unidos             | The Van Buren              |                            |                            |                            |
| 9 de novembro de 2019      | Hollywood                  | Estados Unidos             | Hollywood Palladium        |                            |                            |                            |
| 10 de novembro de 2019     | Anaheim                    | Estados Unidos             | House Of Blues             |                            |                            |                            |
| 13 de novembro de 2019     | Oakland                    | Estados Unidos             | Fox Theatre                |                            |                            |                            |
| 15 de novembro de 2019     | Las Vegas                  | Estados Unidos             | Pearl Concert Theater      |                            |                            |                            |
| 16 de novembro de 2019     | Salt Lake City             | Estados Unidos             | The Union                  |                            |                            |                            |
| 17 de novembro de 2019     | Denver                     | Estados Unidos             | Paramount Theatre          |                            |                            |                            |
| 19 de novembro de 2019     | Garden City                | Estados Unidos             | The Revolution Center      |                            |                            |                            |
| 20 de novembro de 2019     | Seattle                    | Estados Unidos             | Paramount Theatre          |                            |                            |                            |
| Parte 2 – Europa           |                            |                            |                            |                            |                            |                            |
| 2 de dezembro de 2019      | Dublin                     | Irlanda                    | Olympia Theatre            |                            |                            |                            |
| 4 de dezembro de 2019      | Glasgow                    | Reino Unido                | O2 Academy                 |                            |                            |                            |
| dezembro de 2019           | Manchester                 | Reino Unido                | O2 Apollo                  |                            |                            |                            |
| 6 de dezembro de 2019      | Newcastle                  | Reino Unido                | O2 City Hall               |                            |                            |                            |
| 8 de dezembro de 2019      | Birmingham                 | Reino Unido                | O2 Academy                 |                            |                            |                            |
| 9 de dezembro de 2019      | Londres                    | Reino Unido                | O2 Shepherd's Bush Empire  |                            |                            |                            |
| 11 de dezembro de 2019     | Portsmouth                 | Reino Unido                | Guildhall                  |                            |                            |                            |
| 12 de dezembro de 2019     | Leeds                      | Reino Unido                | O2 Academy                 |                            |                            |                            |
| 16 de dezembro 2019        | Amsterdam                  | Países Baixos              | Melkweg                    |                            |                            |                            |
| 17 de dezembro de 2019     | Hamburg                    | Alemanha                   | Docks                      |                            |                            |                            |

## Ligações Externas
- Sitio site oficial de Melanie Martinez (em inglês).
- Sitio site oficial de Atlantic Records (em inglês).